# Абдель Фаттах аль-Бурхан
Абдель Фаттах Абдуррахман аль-Бурхан (араб. عبد الفتاح عبد الرحمن البرهان‎, литературное арабское произношение: ʕabdulfattāħ ʕabdurraħmān alBurhān; род. 4 июля 1960, Кундато, Нил, Судан) или Абдель Фаттах аль-Бурхан Абделрахман аль-Бурхан (Англ. Abdel Fattah al-Burhan Abdelrahman al-Burhan) — суданский государственный, политический и военный деятель.
Председатель Переходного военного совета Судана (12 апреля — 21 августа 2019). Председатель Суверенного совета Судана (21 августа 2019 — 25 октября 2021 года). Де-факто глава государства с 25 октября по 11 ноября 2021 года. Председатель Переходного суверенного совета Судана с 11 ноября 2021 года.

## Биография

### Ранние годы
Аль-Бурхан учился в суданском военном училище. Позднее также проходил обучение за границей — в Египте и Иордании.

### Военная служба
Руководил суданским контингентом в Йемене, в рамках операции коалиции, возглавляемой Саудовской Аравией против повстанцев хуситов.
Бывший начальник штаба сухопутных войск, с февраля 2019 года — главный инспектор вооружённых сил.

### Переворот 2019 года
Местные СМИ считают, что именно аль-Бурхан стоял за переворотом и арестом президента аль-Башира.

### Резня в Хартуме
В начале июня 2019 года, после визитов аль-Бурхана и Мохамеда Хамдана «Хемети» Дагало в Египет, ОАЭ и Саудовскую Аравию, силам безопасности Судана и Силам быстрой поддержки, в том числе ополченцам «Джанджавид» было приказано подавить мирные протесты в Судане. Произошедшее 3 июня в Хартуме получило название Хартумской резни. Десятки мирных демонстрантов были убиты и около сорока тел были брошены в реку Нил.
Переговоры аль-Бурхана с оппозицией о формировании объединённого правительства были отменены. В последующие дни ПВС арестовал нескольких лидеров оппозиции.
Ияд эль-Багдади интерпретировал принятие решения ПВС под руководством аль-Бурхана о подавлении, как находящееся под сильным влиянием общего контекста, в котором лидеры Саудовской Аравии, ОАЭ и Египта боялись демократических движений. Махмуд Эльмутасим, политический активист, окончивший Хартумский университет, также заявил, что Саудовская Аравия и ОАЭ выступают против существования демократий на Ближнем Востоке, поскольку, если «сама идея демократии укоренится или станет широко распространённой на Ближнем Востоке», тогда это станет угрозой для правящих режимов Саудовской Аравии и ОАЭ.

### Суверенный совет
21 августа 2019 года Абдель Фаттах аль-Бурхан принёс присягу перед главой Верховного суда страны, вступив в должность председателя Суверенного совета Судана, соглашение о создании которого было подписано с оппозицией 17 августа.

### Военный переворот 2021 года
Абдель Фаттах аль-Бурхан возглавил военный переворот, произошедший 25 октября 2021 года. Он объявил чрезвычайное положение и объявил о роспуске правительства и Суверенного совета. В телеобращении он заявил, что новое технократическое правительство будет руководить страной до следующих выборов, которые состоятся в июле 2023 года. 11 ноября 2021 года возглавил новый руководящий орган исполнительной власти — Переходный суверенный совет Судана.

## Личная жизнь
Женат, имеет троих детей.